# Hoplolabis albibasis
Hoplolabis albibasis är en tvåvingeart som först beskrevs av Evgenyi Nikolayevich Savchenko 1983.  Hoplolabis albibasis ingår i släktet Hoplolabis och familjen småharkrankar. Inga underarter finns listade i Catalogue of Life.